# Алмеида, Теодосио
Теодосио Алмеида (Алмейда, порт. Teodoro de Almeida; 7 января 1722, Лиссабон — 18 апреля 1804, Лиссабон) — португальский католический священник, писатель, философ, член Конфедерации ораторианцев святого Филиппа Нери. Автор десяти томов «Recreaçao filosofica».
В 1758 году был избран в Лондонское королевское общество. Находился под литературным влиянием лузитанской Аркадии.
Из-за противостояния политики просвещенного абсолютизма Себастьяна Жозе де Карвалью Помбала был сослан в Порту, в 1768 году — в Испанию, в 1769 году — во Францию. Поселившись в городе Байонна, находился под духовным наставничеством Амбросио де Ломбеса.
После восшествия на престол Марии I, вернулся в Лиссабон и стал членом Лиссабонской академии наук. В конце жизни защищал христианское наследии Португалии против атеизма и взглядов, основанных на философии Жан-Жака Руссо.